# 굴샨 데바이아

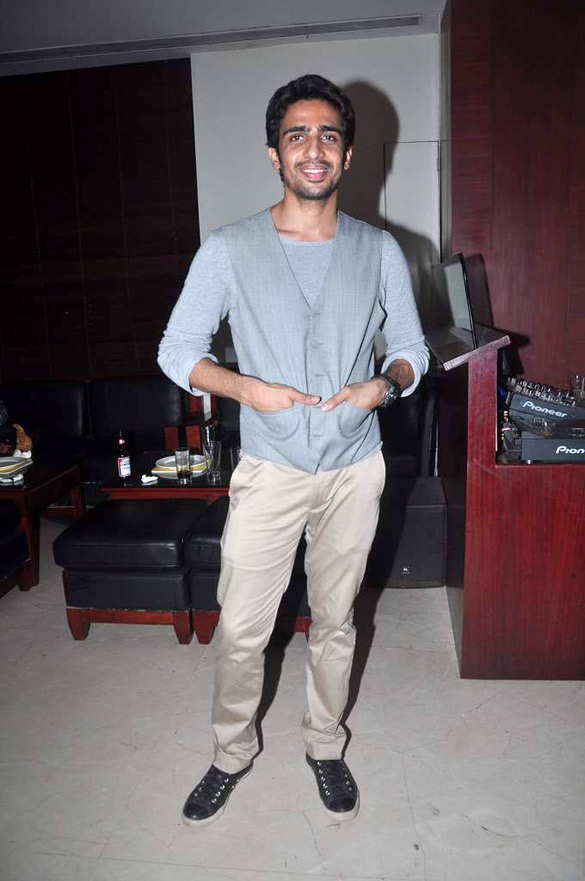

굴샨 데바이아(Gulshan Devaiah, 1978년 5월 28일 ~ )는 인도의 배우, 영화 감독이다.
벵갈루루에서 태어났다.

## 영화
- 고통을 못 느끼는 남자 (2018년)
- 군지에서의 죽음 (2016년)
- 람릴라 (2013년) - 바비니 역
- 페들러스 (2012년)
- 샤이탄 (2011년)